# 니쿠 블라드
니콜라에 ("니쿠") 블라드(루마니아어: Nicolae "Nicu" Vlad, 1963년 11월 1일 ~ )는 루마니아 출신의 전직 역도 선수이다.
피스쿠에서 태어난 블라드는 하계 올림픽에 4회 연속으로 참가하여 3개의 메달을 획득하였는 데, 1984년 로스앤젤레스 올림픽에서 미들헤비급 부문의 금메달을 획득하였다. 최근 국제역도연맹(IWF) 부회장으로 재직중이었으나, 2021년 지속적인 역도 도핑 파문에 대한 책임을 지고 물러났다.
2006년 국제 역도 연맹 명예의 전당에 선출되었다.
데드리프트의 가장 잘 알려진 방법 중 하나인 루마니안 데드리프트(Romanian Deadlift)가 니쿠 블라드의 훈련 방법에서 파생되었다고 알려져 있다.

## 참조
- Sports-reference (2009년 12월 1일)

1. ↑  “역도 명예의 전당”. 국제 역도 연맹. 2008년 9월 13일에 원본 문서에서 보존된 문서. 2009년 7월 27일에 확인함.